# Grete Kellenberger-Gujer
Grete Kellenberger-Gujer, född 12 november 1919 i Rümlang i kantonen Zürich i Schweiz, död 13 mars 2011 i Bülach, var en schweizisk molekylärbiolog som är mest känd för sina studier av bakteriofager.

## Biografi
Margaretha Gujer växte upp i Rümlang som den lokala postmästarens tredje barn. Hon avslutade flickskolan i Zürich med högsta betyg år 1939 och arbetade på ett försäkringsbolag till 1942 då hon började studera kemi på Eidgenössische Technische Hochschule Zürich. Gujer avbröt dock studierna efter fyra terminer och återgick till försäkringsbranschen. 
Hon gifte sig med studiekamraten Eduard Kellenberger 1945 och året efter flyttade paret till Genève där Kellenberger arbetade på sin doktorsavhandling i fysik under professor Jean Weigle. Gujer arbetade tillsammans med honom och var medförfattare till flera publikationer. Hon hjälpte också den senare nobelpristagaren Werner Arber med hans studier av Bakteriofag Lambda med ett av världens första elektronmikroskop vid Université de Genève.
År 1965 flyttade paret till USA, där Kellenberger hade fått en tjänst som professor vid Kansas State University. De skiljde sig året efter och Kellenberger-Gujer fick en tjänst på Oak Ridge National Laboratory i Tennessee. Hon återvände till Genève år 1971 och arbetade på den molekylärbiologiska institutionen på Université de Genève tills hon pensionerades år 1980.

## Eftermäle
Grete Kellenberger-Gujer fullföljde aldrig sina studier och tog inte någon akademisk examen. Ett förslag  att utse henne till hedersdoktor vid universitetet rann ut i sanden, men år 1979 tilldelades hon "Prix Mondial Nessim-Habif" av den medicinska fakulteten.  